# Al acecho (película de 2019)
Al acecho es una película de suspenso argentina de 2019 dirigida por Francisco D'Eufemia. Narra la historia de un expresidario convertido en guardaparque que descubre una red de cazadores furtivos con la cual buscará terminar. Está protagonizada por Rodrigo de la Serna, Belén Blanco y Walter Jakob. La película se estrenó mundialmente el 13 de octubre de 2019 durante Festival Internacional de Cine de Pingyao, mientras que su estreno comercial en Argentina fue el 6 de agosto de 2020 por CINE.AR y CINE.AR Play.

## Sinopsis
Luego de pasar un tiempo en la cárcel, Pablo es asignado temporalmente a trabajar en el Parque Pereyra Iraola como guardaparque. En sus primeros días, rápidamente, se da cuenta de que aparecen animales muertos, por lo que deduce la posible operación de un grupo de cazadores furtivos ligados una red de tráfico con la cual se enfrentará para desmantelarla y poner un freno al negocio que está perjudicando al ecosistema y su trabajo.

## Elenco
- Rodrigo de la Serna como Pablo Silva
- Belén Blanco como Camila Márquez
- Walter Jakob como Mario Venandi
- Facundo Aquinos como Mariano Rodríguez
- Héctor Bordoni como Cazador furtivo 1
- Pablo Ragoni como Veterinario
- Patricia Calisaya como Lucía Chisques
- Daniel Bernardes como Cazador furtivo 2

## Recepción

### Comentarios de la crítica
La película recibió críticas positivas por parte de la prensa. Ezequiel Boetti de Página 12 mencionó que «Al acecho tiene dos virtudes indispensables para todo buen policial: un inicio contundente, majestuoso en su ejecución formal y de tensión creciente en su desarrollo; y la inteligencia suficiente para entregar la información necesaria cuando el relato lo requiere». Diego Batlle de Otros cines destacaron la interpretación de Rodrigo de la Serna describiéndola como «correcta», mientras que la película «tiene una narración abigarrada y tensa», donde «la tensión y la incógnita se sostienen hasta el final».
En una reseña para La Nación, Adolfo C. Martínez escribió que en la película hay un «muy buen trabajo de Rodrigo de la Serna» y «el director Francisco D'Eufemia logró un film en el que, con la suficiente dosis de suspenso, muestra la sutil manera en la que ese guardaparque puede esconderse de todos, menos de sí mismo».

### Premios y nominaciones
| Lista de premios y nominaciones | Lista de premios y nominaciones | Lista de premios y nominaciones | Lista de premios y nominaciones | Lista de premios y nominaciones | Lista de premios y nominaciones |
| Año                             | Organización                    | Categoría                       | Nominado/a(s)                   | Resultado                       | Ref(s)                          |
| ------------------------------- | ------------------------------- | ------------------------------- | ------------------------------- | ------------------------------- | ------------------------------- |
| 2021                            | Premios Cóndor de Plata         | Mejor actor                     | Rodrigo de la Serna             | Nominado                        | [ 9 ]                           |